# Solstice of Oppression
Solstice of Oppression (česky Slunovrat útisku) je první studiové album americké technical death metalové kapely Oppressor (česky utlačovatel). Vydáno bylo v roce 1994 hudebním vydavatelstvím Red Light Records. Bylo nahráno ve studiu Break Through Audio v Chicagu.
Album bylo několikrát znovu vydáno (reissue):
- v roce 1995 společností Megalithic Records s odlišným obalem[2]
- v roce 2000 společností Pavement Music se 2 bonusovými skladbami
- v roce 2002 společností Crash Music se 2 stejnými bonusovými skladbami jako vydání z roku 2000

## Seznam skladeb
1. "Seasons" 	5:27
2. "Eclipse into Eternity" 	4:40
3. "Devour the Soul" 	5:04
4. "And the Angels Fell (The Suffering)" 	4:49
5. "Prelude to Death" 	1:13
6. "Genocide" 	5:37
7. "Rotted Paradise" 	5:38
8. "As Blood Flows" 	4:07
9. "Dying Inside" 	5:06

Bonusové skladby (reissue Pavement Music 2000)
1. "Valley of Thorns" (demo)
2. "I Am Darkness" (demo)

## Sestava
- Tim King – vokály, baskytara
- Adam Zadel – kytara
- Jim Stopper – kytara
- Tom Schofield – bicí